# クリストフ・ブルイユ
クリストフ・ブルイユ（仏: Christophe Breuil, 1968年 - ）は、数論幾何学と代数的整数論を専門とするフランスの数学者。

## 業績
アンドリュー・ワイルズとリチャード・テイラーによって半安定楕円曲線についてのみ証明されていた谷山–志村予想を1999年にフレッド・ダイアモンド、リチャード・テイラー、ブライアン・コンラッドとともに、完全な形で証明した。その後、p 進数の研究に取り組んでいる。

## 学術的生活史
1990年から1992年までエコール・ポリテクニークで学び、1993年から1996年までは同校で研究を行い、1996年には、ジャン＝マルク・フォンテーヌのもとで博士号を取得した。 2002年から2010年の間、IHESで勤務した。 2010年から、パリ大学数学科に所属している。